# クーニコ
クーニコ（伊: Cunico）は、イタリア共和国ピエモンテ州アスティ県にある、人口約400人の基礎自治体（コムーネ）。

## 地理

### 位置・広がり

#### 隣接コムーネ
隣接するコムーネは以下の通り。
- コルタンツェ
- モンテキアーロ・ダスティ
- モンティーリオ・モンフェッラート
- ピエーア
- ピオヴァ・マッサーイア

#### 地震分類
イタリアの地震リスク階級 (it) では、4 に分類される
。

## 行政

### 分離集落
クーニコには、以下の分離集落（フラツィオーネ）がある。
- Bricco Forca, Cascine Fareto, Case Graglia, Case Negro, Castellero San Martino, Colombara, Lustra, Ronco, Stazione, Valcroce, Vallera